# Liste von Fischbrunnen
In dieser Liste sind Fischbrunnen aufgeführt, also Brunnen im öffentlichen Raum, die Fische zum Thema haben.
Seepferdchenbrunnen sind in einer eigenen Liste aufgeführt (siehe Liste von Seepferdchenbrunnen)

## Deutschland
| Bezeichnung                                                   | Bild           | Standort                                                                    | Künstler                                                            | Errichtung Einweihung | Weitere Informationen |
| ------------------------------------------------------------- | -------------- | --------------------------------------------------------------------------- | ------------------------------------------------------------------- | --------------------- | --- |
| Fischpüddelchen                                               | weitere Bilder | Aachen, vor dem Baptisterium des Aachener Domes am Fischmarkt (Lage)        | Hugo Lederer                                                        | 1911                  | siehe auch Liste der Denkmäler, Brunnen und Skulpturen in Aachen#Brunnen |
| Fischbrunnen                                                  |                | Augsburg, vor dem Hotel Maximilian’s                                        | Max Dellefant                                                       | 1956                  | |
| Ostertagbrunnen                                               | weitere Bilder | Bad Dürkheim, Kurpark                                                       |                                                                     |                       | |
| Fischbrunnen in Bamberg (Delphinbrunnen)                      |                | Bamberg, in der Bamberger Gartenstadt (Lage)                                | Robert Bauer-Haderlein                                              |                       | |
| Fischbrunnen                                                  | weitere Bilder | Barth, auf dem Marktplatz                                                   | Wilhelm Löber                                                       | 1959                  | |
| Rundbrunnen im Volkspark Friedrichshain (Fischbrunnen Berlin) | weitere Bilder | Berlin-Friedrichshain, Volkspark Friedrichshain (Lage)                      | Georg Wrba                                                          | 1913                  | Der Brunnen ist Teil von Märchenbrunnen im Volkspark Friedrichshain |
| Fischmännchenbrunnen                                          |                | Braunschweig, Schloßpassage (Lage)                                          | Grete Krämer-Zschäbitz                                              | 1949/1978             | Das Original-Fischmännchen wurde 1965 von Metalldieben gestohlen, später in der Oker wiedergefunden und wieder am ursprünglichen Standort aufgestellt. 1976 wurde es erneut gestohlen und blieb unauffindbar. 1978 wurde eine neu gegossene Figur aufgestellt. |
| Nixe-und-Fisch-Brunnen                                        |                | Braunschweig, Schul- und Bürgergarten (Lage)                                | Anny Funke-Schmidt                                                  | 1955                  | |
| Rathausbrunnen                                                |                | Enkenbach-Alsenborn, Ortsteil Enkenbach (Lage)                              | Walter Bauer                                                        | 1987                  | |
| Fischbrunnen (Esslingen, Landenbergerstraße)                  | weitere Bilder | Esslingen, am Ebershaldenfriedhof, Landenbergerstraße / Blumenstraße (Lage) |                                                                     |                       | |
| Fischbrunnen (Esslingen, Mettinger Straße)                    |                | Esslingen, Ecke Mettinger/Schlachthausstraße (Lage)                         |                                                                     |                       | |
| Fischbrunnen                                                  |                | Freiburg im Breisgau                                                        |                                                                     |                       | |
| Brunnen Karpfengrund                                          | weitere Bilder | Görlitz, Karpfengrund (Lage)                                                |                                                                     |                       | siehe Liste der Brunnen, Denkmäler und Skulpturen in Görlitz |
| Fischbrunnen                                                  | weitere Bilder | Hannover-Ricklingen, auf dem Friedrich-Ebert-Platz                          |                                                                     |                       | Das Mädchen mit wasserspeienden Fischen in den Armen und zu seinen Füßen |
| Wasserspeiender Fisch im Marktbrunnen (Ladenburg)             | weitere Bilder | Ladenburg, Marktbrunnen (Lage)                                              |                                                                     |                       | |
| Fischtorbrunnen in Mainz                                      | weitere Bilder | Mainz, Altstadt (Lage)                                                      | Entwurf: Rudolf Schreiner (Architekt); Skulpturen: Peter Dienstdorf | 1930/31 (Entwurf)     | ein Springbrunnen in Mainz; siehe auch Liste der Kulturdenkmäler in Mainz-Altstadt |
| Fischknabenbrunnen                                            | weitere Bilder | Meiningen, Englischer Garten                                                | Ferdinand Müller                                                    | 1858                  | aus Gusseisen |
| Fischbrunnen                                                  |                | München                                                                     | Josef Henselmann                                                    | 1954                  | |
| Fischbrunnen                                                  |                | München, Stadtteil Pasing                                                   | Hans Osel                                                           | 1938                  | |
| Stickelspitzerbrunnen                                         | weitere Bilder | Otterstadt (Lage)                                                           | Georg Günther Zeuner                                                |                       | |
| Schusterbrunnen                                               | weitere Bilder | Pirmasens                                                                   |                                                                     |                       | |
| Röhrbrunnen                                                   |                | Ramsen (Pfalz)                                                              |                                                                     | 1928                  | Relief mit dem Fisch stammt aus der antike oder dem Mittelalter |
| Fischbrunnen (Rosenheim)                                      | weitere Bilder | Rosenheim, Ludwigsplatz, vor Haus Nr. 23 (Lage)                             | Georg Albertshofer                                                  | 1927                  | Fischbrunnen mit Steinfigur und Schmiedeeisengitter |
| Fischbrunnen                                                  |                | Rostock, Kreuzung Schillingallee/Karl-Marx-Straße                           | Margarete Scheel                                                    | 1935                  | |
| Fischbrunnen                                                  |                | Schwäbisch Hall                                                             |                                                                     |                       | Fischbrunnen mit Pranger |
| Brunnen mit Fischmotiven                                      | Fischbrunnen   | Seelze, an dem Platz vor dem Eingang der Kirche Hl. Dreifaltigkeit          | nicht angegeben                                                     | nicht angegeben       | |
| Fischbrunnen (Weikersheim)                                    | weitere Bilder | Weikersheim, bei Hauptstraße 1 (Lage)                                       |                                                                     | 1777                  | Siehe auch Liste der Kulturdenkmale in Weikersheim |
| Fischbrunnen                                                  |                | Zwickau, an der Äußeren Zwickauer Straße                                    |                                                                     |                       | |

## Weitere
| Bezeichnung               | Bild           | Standort                                                       | Staat      | Künstler               | Errichtung Einweihung | Weitere Informationen |
| ------------------------- | -------------- | -------------------------------------------------------------- | ---------- | ---------------------- | --------------------- | --------------------- |
| Fischbrunnen (Linz)       | weitere Bilder | Linz (Lage)                                                    | Österreich | Gudrun Baudisch-Wittke | 1952                  |                       |
| Fischspringbrunnen Luzern | weitere Bilder | Luzern, Rosenbergstrasse (Lage)                                | Schweiz    |                        |                       |                       |
| Fischbrunnen (Noreña)     |                | Noreña                                                         | Spanien    |                        |                       |                       |
| Fischbrunnen (Pörtschach) | weitere Bilder | Pörtschach, im Kreisverkehr der Hauptstraße in Winklern (Lage) | Österreich |                        |                       |                       |